# الدوري الجنوبي لكرة القدم 1926–27
الدوري الجنوبي لكرة القدم 1926–27 (بالإنجليزية: 1926–27 Southern Football League)‏ هو موسم من الدوري الجنوبي الممتاز. فاز فيه برايتون أند هوف ألبيون.